# Carnívoro

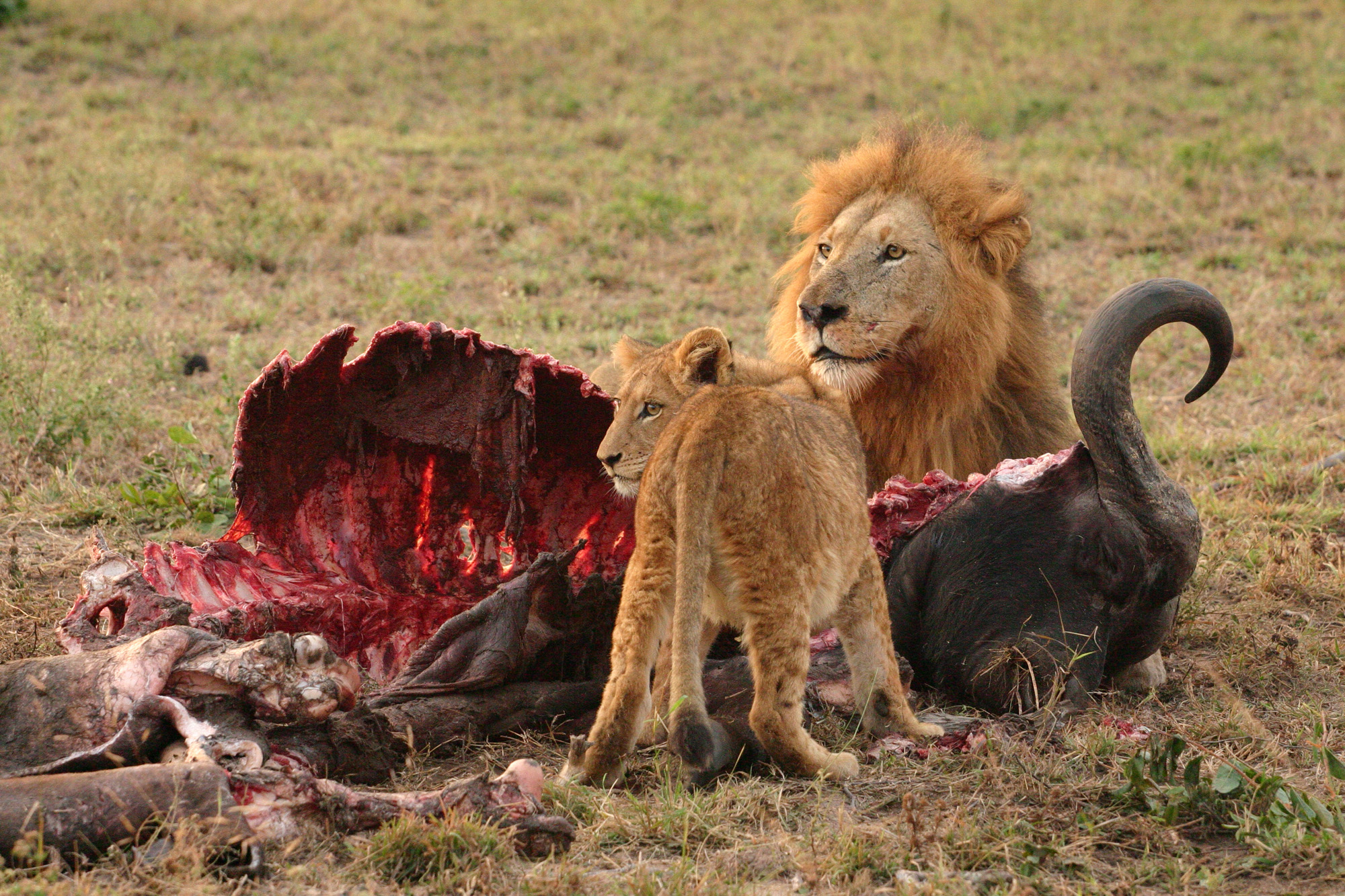
Dois leões se alimentando de um búfalo, na savana africana.

Tanto na linguagem vernácula, como nos diferentes ramos da zoologia chamam-se carnívoros, aos animais que se alimentam predominantemente de carne, provindo de animais vivos ou mortos. A palavra carnívoro significa comedor de carne, do latim carne + vorare (devorar ou comer); o regime alimentar baseado no consumo de carne denominado carnivoria. Os carnívoros, numa cadeia alimentar, ocupam o terceiro nível trófico ou o consumidor de segunda ordem (consumidor secundário) em diante.
Do ponto de vista da sistemática zoológica, chamam-se carnívoros os representantes da ordem Carnivora, que inclui o cão, gato, foca e outros. Porém, nem todos deste grupo são exclusivamente carnívoros, existindo animais herbívoros, insetívoros, onívoros e granívoros. Além de mamíferos da ordem Carnivora, existem carnívoros de outros táxons, como, por exemplo, o falcão, o tubarão e o crocodilo.
Os animais carnívoros não precisam ingerir grandes quantidades de alimentos, pois a carne é um alimento rico em nutrientes. Assim, a digestão é mais rápida e, por isso têm um intestino mais curto.